# Птгнаванк
Птгнаванк (вірм. Պտղնավանք; відомий також як Птгнійський храм, вірм. Պտղնիի տաճար) — християнський храм у селі Птгні марзу Котайк Вірменії, одна з найбільш видатних пам'яток вірменського зодчества раннього середньовіччя.
В даний час знаходиться в напівзруйнованому стані, збереглися лише Північна стіна, східна частина південної стіни і Східна несуча арка купола. Являє собою один з найбільш ранніх і кращих зразків церковних будівель типу купольної зали. Побудований у кінці VI — початку VII століття (точна дата невідома). Має 15,7 метрів у ширину і 30,4 метрів у довжину, розміри молитовного залу відповідно — 10,3 м в ширину і 23,8 м в довжину.
У центрі нижньої частини північного фасаду розташований аркоподібний парадний вхід. Трохи вище, по праву і ліву сторони, розташовані по три вікна однакового типу і розміру. Мотиви декоративного оздоблення храму різноманітні - як геометричні, так і рослинні; є також рельєфи, що містять зображення людей, тварин і птахів.
Збережені на фасаді південної сторони вікна також покриті рельєфами, які представляють собою виняткові зразки вірменського культового зодчества раннього середньовіччя. Зображені Богоматір, Христос, апостол. Є в наявності і рельєфи світського змісту, на одному з яких зображений вершник, що вражає стрілою пораненого звіра, і відзначено ім'я вершника — Мануел Аматуні. Праворуч від даного рельєфу є також й інше зображення — людина зі списом, що бореться з левом, якого цілком ймовірно можна ототожнити з сином Мануела Аматуні — Сааком Аматуні.

## Галерея

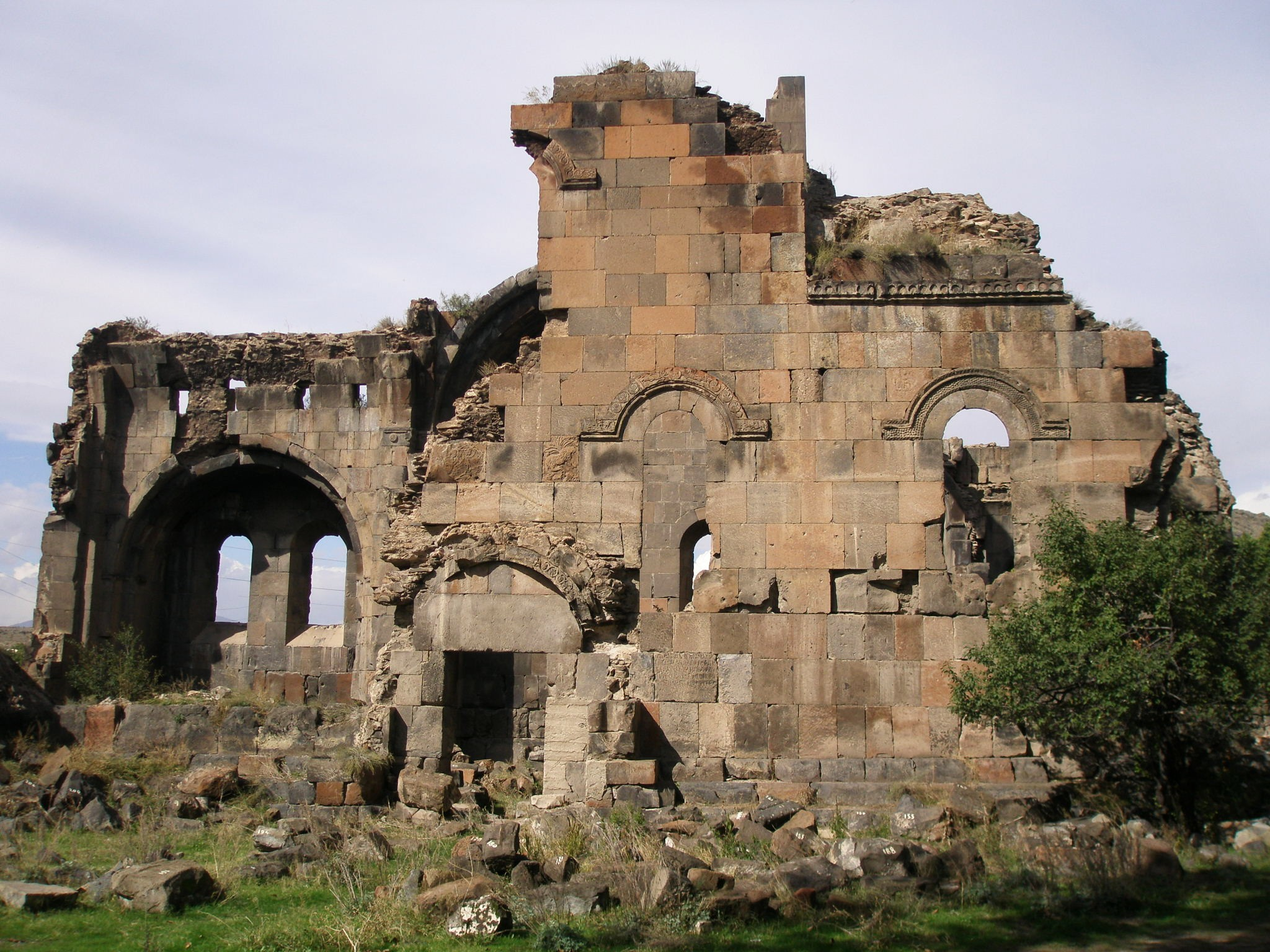
Вид зі зворотного боку.
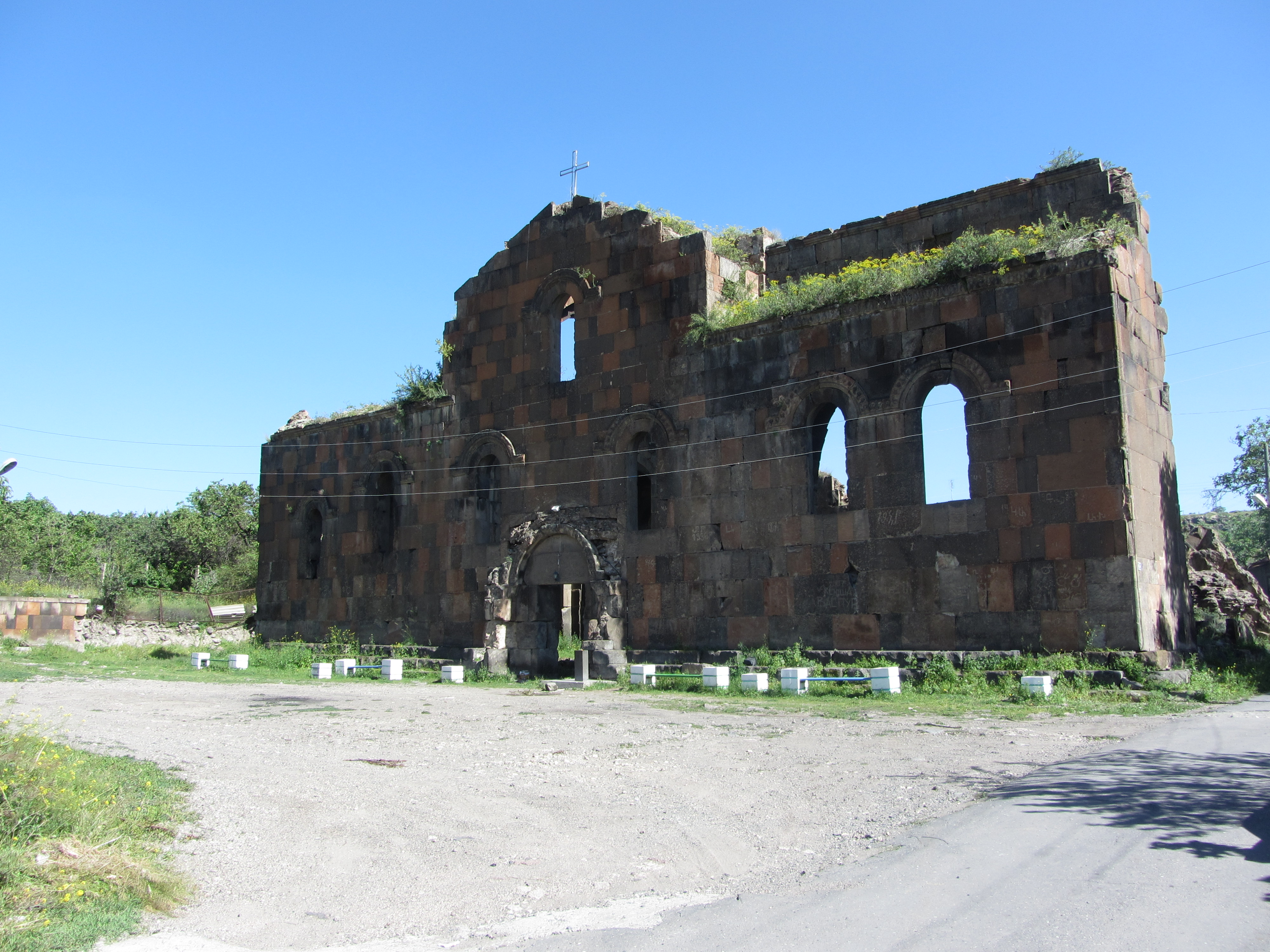
Загальний вигляд
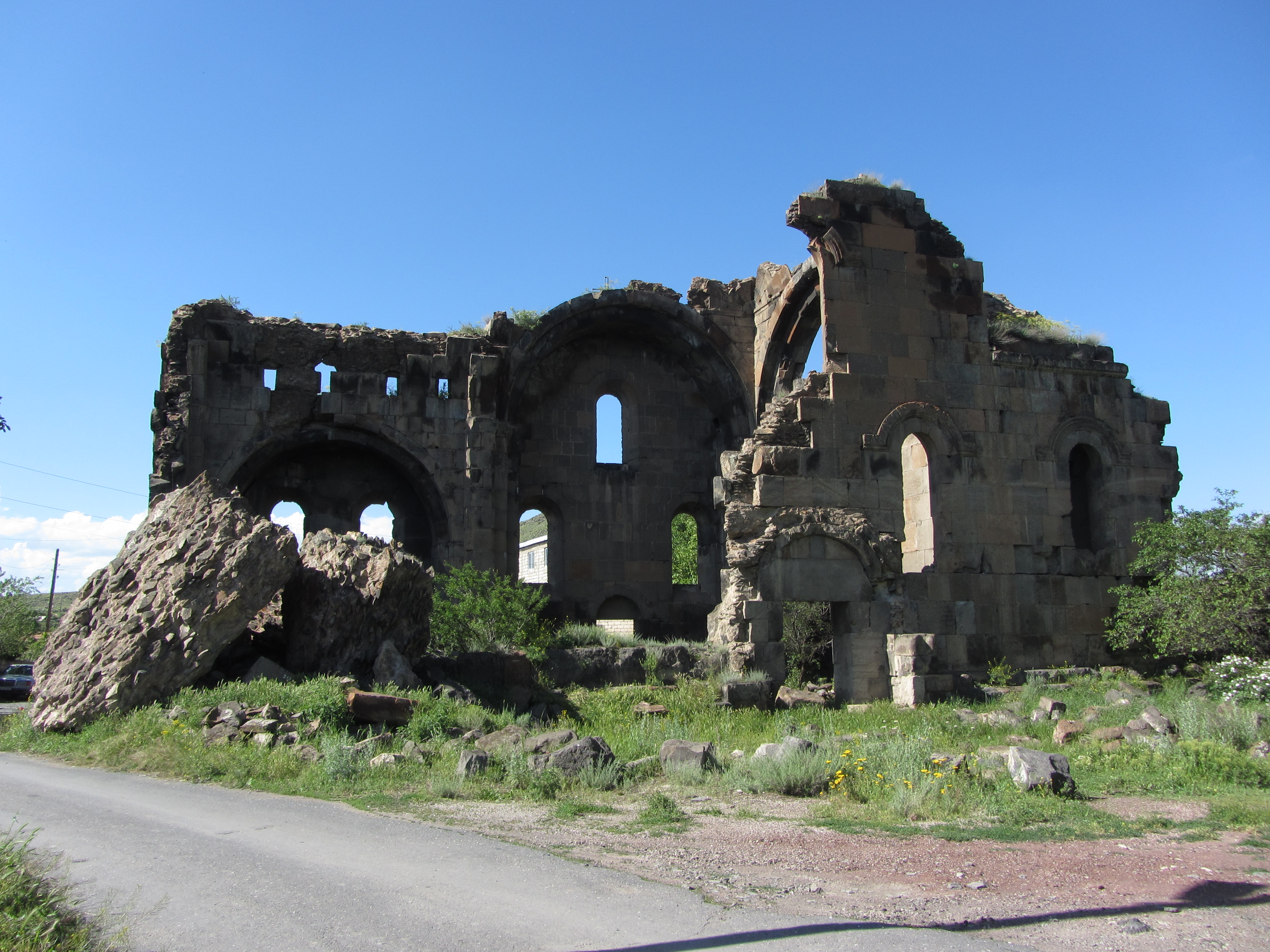
Вид з південної сторони
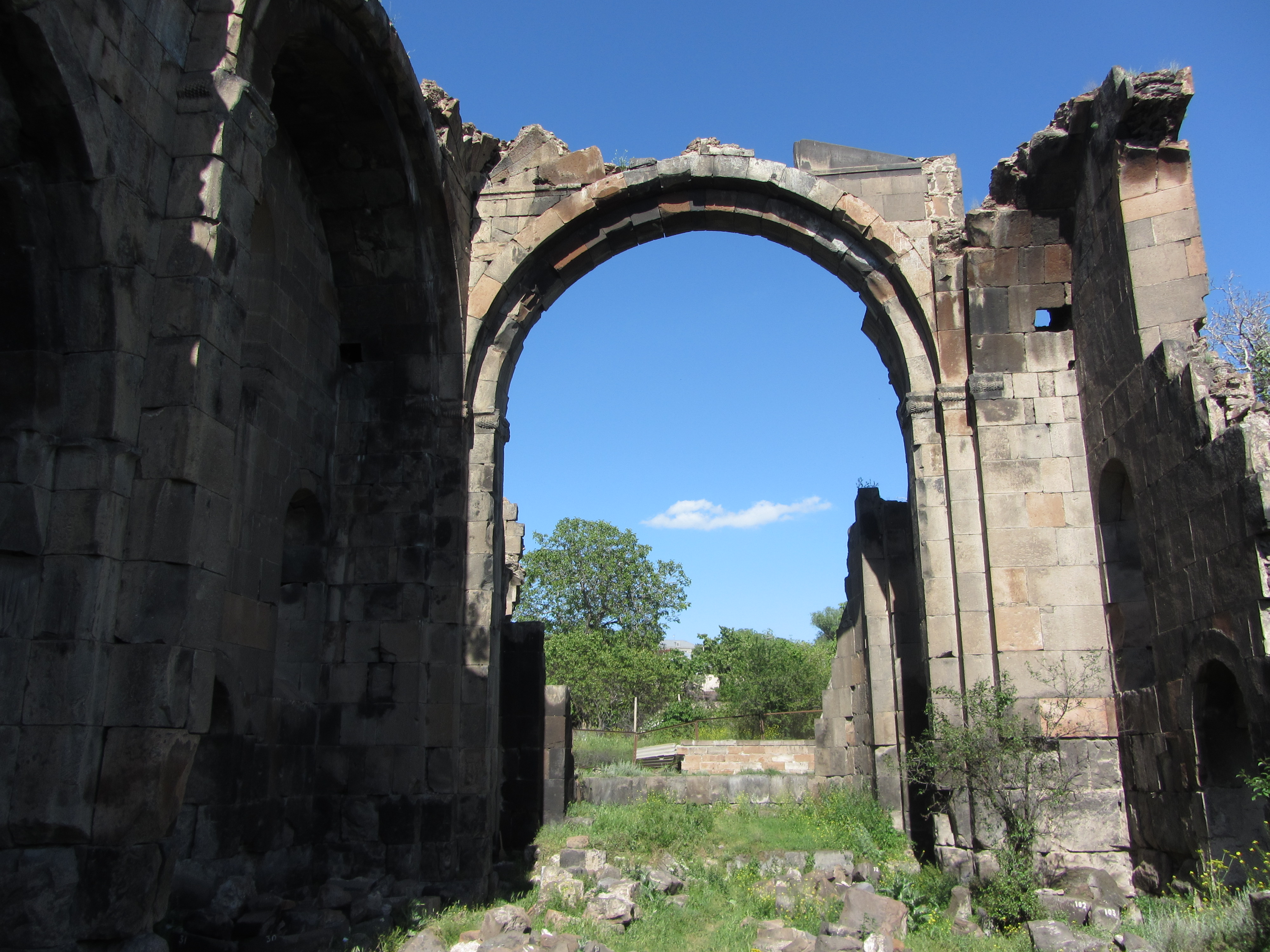
Арка
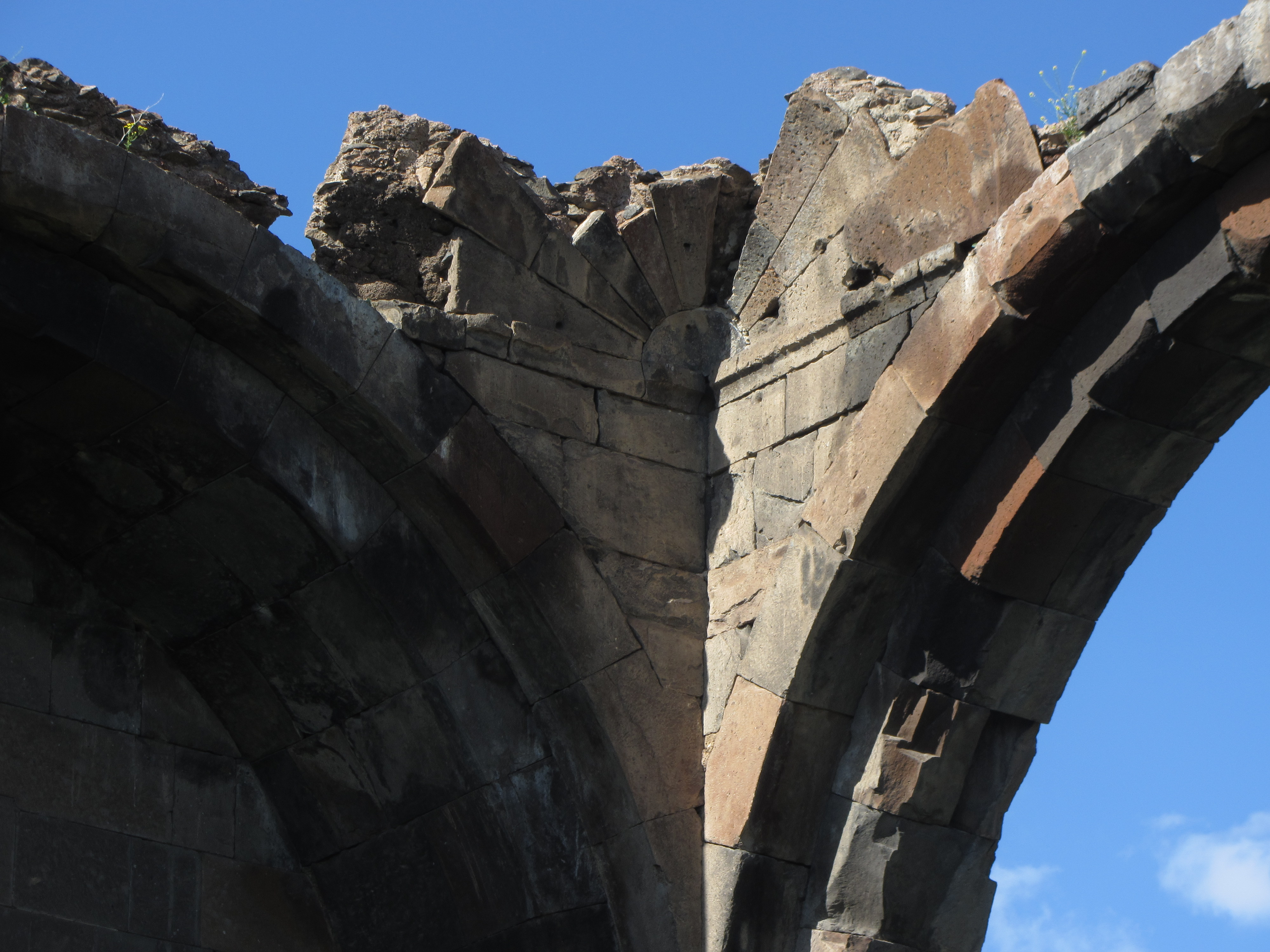
Стик двох арок
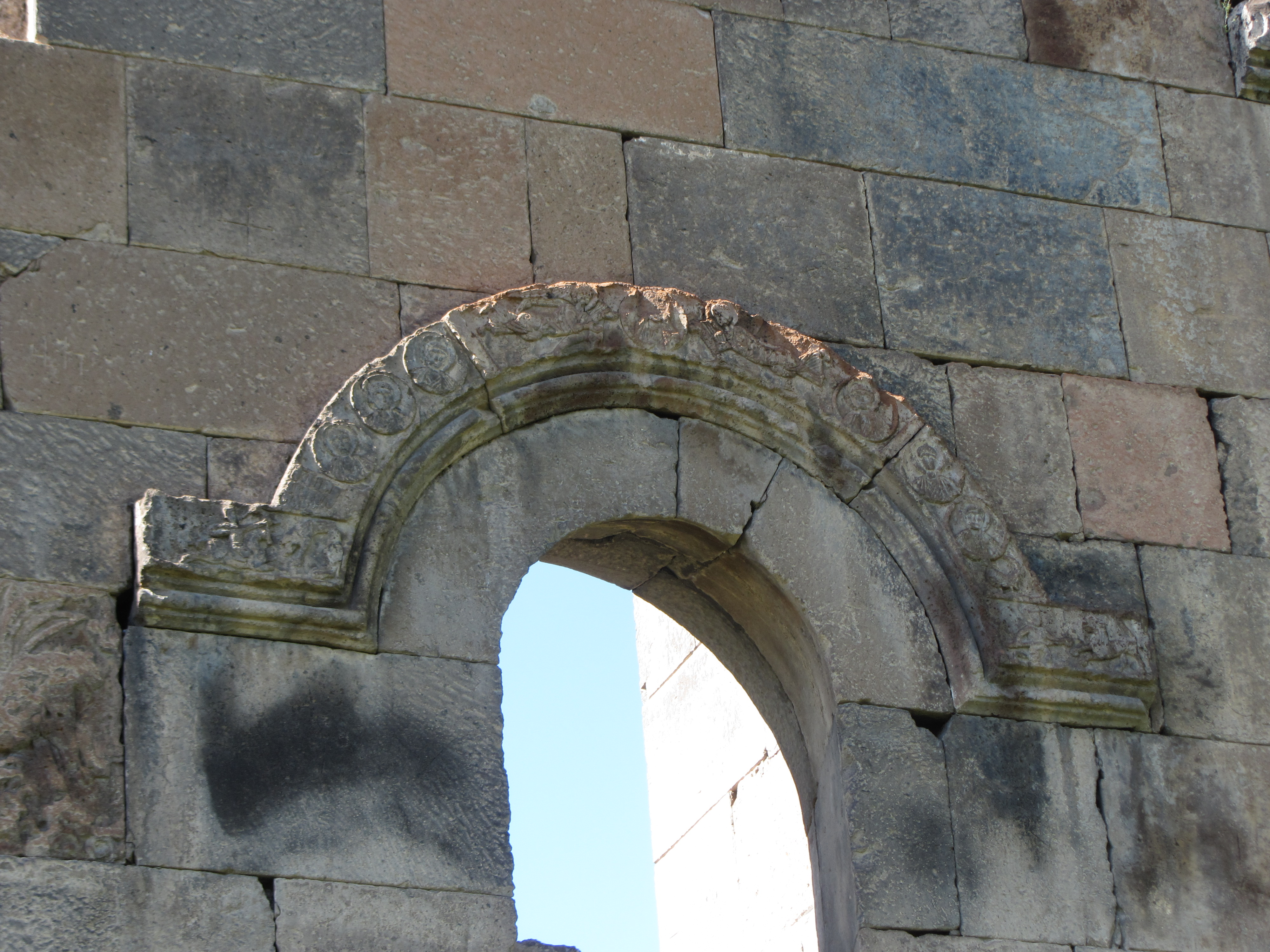
Прикраса над віконним прорізом
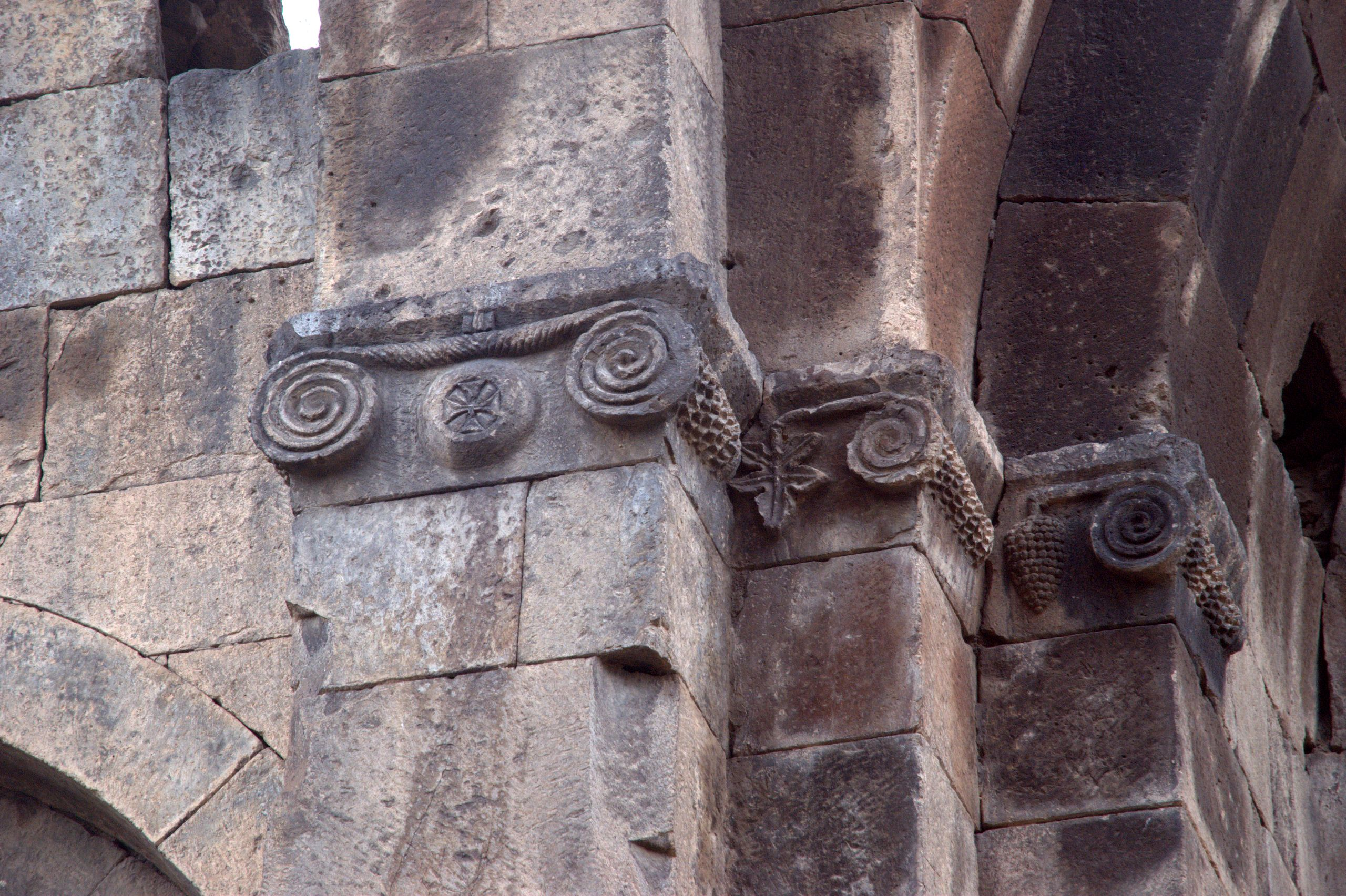
Елемент декору